# Spiculogloea occulta
Spiculogloea occulta är en svampart som beskrevs av P. Roberts 1996. Spiculogloea occulta ingår i släktet Spiculogloea, ordningen Spiculogloeales, klassen Agaricostilbomycetes, divisionen basidiesvampar och riket svampar.   Inga underarter finns listade i Catalogue of Life.